# Reeves (Schiff, 1964)
Die Reeves, auch USS Reeves, (Kennungen: DLG-24/CG-24) war ein Lenkwaffenkreuzer der United States Navy und gehörte zur Leahy-Klasse an. Sie wurde nach Vizeadmiral Joseph M. Reeves benannt.

## Geschichte
Die Reeves wurde 1960 in der Puget Sound Naval Shipyard auf Kiel gelegt und lief nach weniger als zwei Jahren Bauzeit vom Stapel. Nach der weitere zwei Jahre dauernden Endausrüstung wurde die Reeves 1964 in Dienst gestellt. Ihr erster Heimathafen war Long Beach, Kalifornien. Ihre erste Einsatzfahrt ab April 1965 führte das Schiff gleich vor die Küste von Vietnam, wo sie während des Vietnamkrieges die Oriskany und Midway beschützte. Bis zur ersten Überholung 1969 folgte eine weitere, sechsmonatige Tour. Die Überholung, durchgeführt von Bath Iron Works, dauerte bis August 1970 und war vor allem auf Radaranlagen bezogen. Im Anschluss wurde das Schiff nach Pearl Harbor verlegt. Bis 1973 folgten zwei weitere Fahrten nach Vietnam.
Am 30. Juni 1975 wurde das Schiff von einem Zerstörerführer zu einem Lenkwaffenkreuzer umklassifiziert. In den 1980er Jahren war die Reeves größtenteils als vorgeschobene Einheit in Yokosuka, Japan, stationiert. 1986 durfte sie dabei den sowjetischen Flugdeckkreuzer Minsk der Kiew-Klasse beschatten, als dieser vor Wladiwostok operierte. Später, am 5. November, war die Reeves mit Rentz und Oldendorf das erste US-amerikanische Kriegsschiff seit 1949, das in einem Hafen der Volksrepublik China, hier Qingdao, festmachte.
1987 wurde die Reeves im Persischen Golf eingesetzt, wo sie im Rahmen der „Operation Earnest Will“ Tanker durch die Straße von Hormus geleitete. Am 30. Oktober 1989 wurde die Reeves von einer versehentlich abgeworfenen 500-Pfund-Bombe einer McDonnell Douglas F/A-18 am Vorschiff getroffen, was fünf Seeleute verletzte. Kurz darauf, am 12. November 1993, wurde der Kreuzer außer Dienst gestellt und in Pearl Harbor verankert. Dort lag die Reeves, bis sie 2001 während eines Übungsschießens von Kräften der US Navy und der Royal Australian Navy versenkt wurde.